# Cleph
Cleph, död 574, var kung av det langobardiska riket mellan 572 och 574. 